# Múl·lids
Els múl·lids (Mullidae) constitueixen una família de peixos actinopterigis de l'ordre dels perciformes. El moll de roca i el moll de fang en són els representants més coneguts als Països Catalans.

## Morfologia

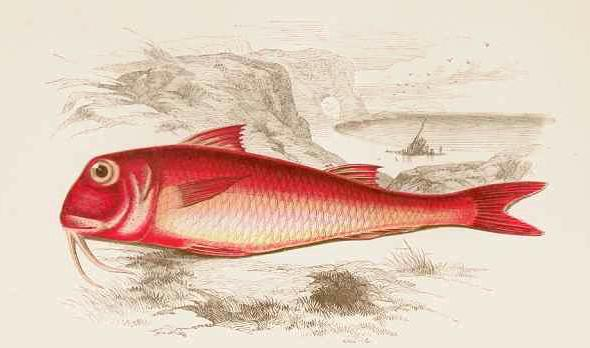
Moll de fang (Mullus barbatus)

- Són de petites dimensions (màxim de 60 cm).
- Presència de dues aletes dorsals ben espaiades
- Aletes pelvianes en posició toràcica.
- Perfil cefàlic molt inclinat.
- Dues barbetes a la mandíbula.
- Ulls molt grossos i en posició molt alta.
- Nombre de vèrtebres: 24.
- Presenten colors sovint vistosos i variables.[2][3]

## Alimentació
S'alimenten d'invertebrats bentònics o de peixets.

## Distribució geogràfica

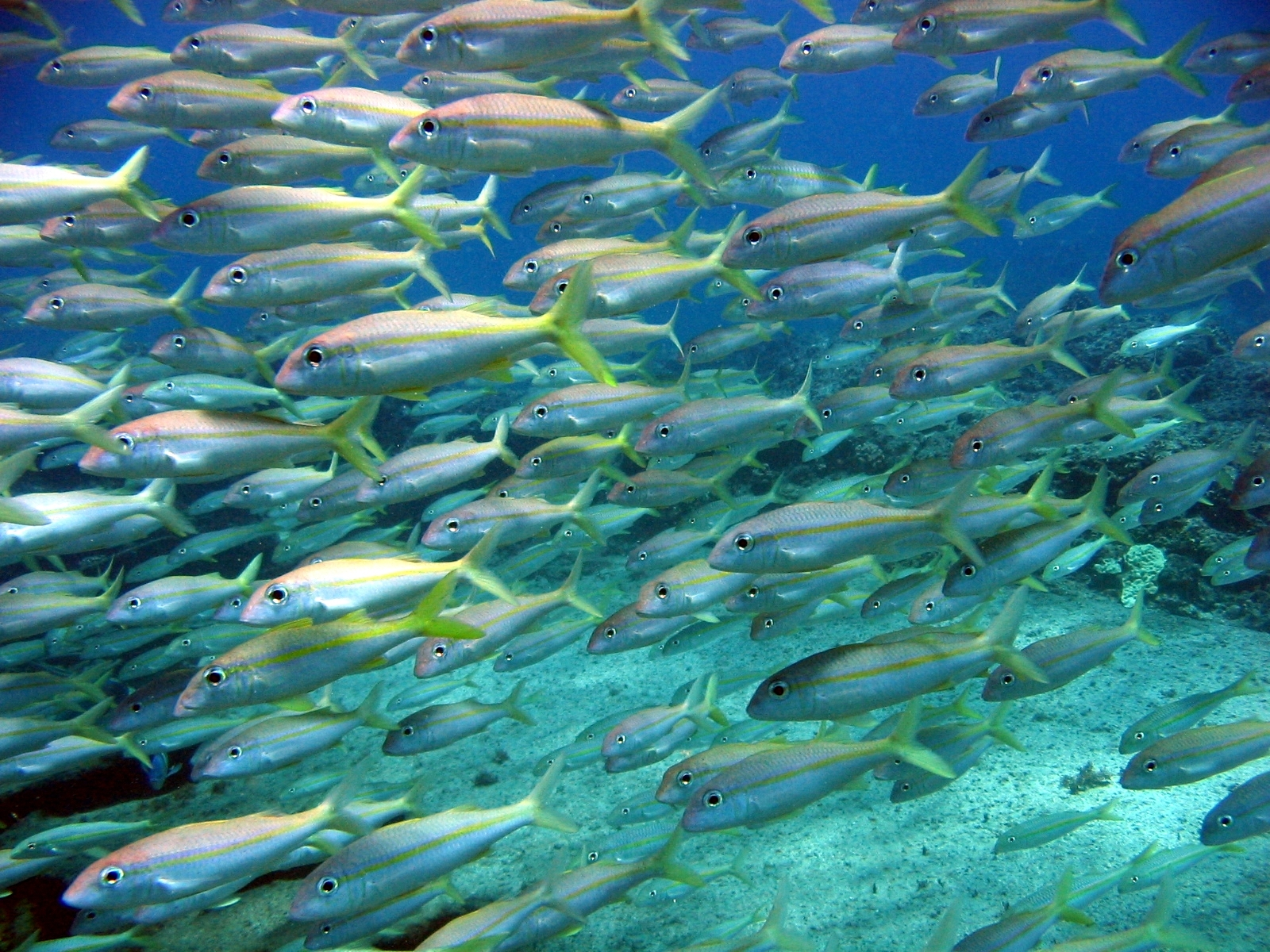
Mulloidichthys flavolineatus

Viuen a les mars i oceans de tropicals i temperades.

## Observacions
La majoria d'espècies de múl·lids són pescades per la seva carn saborosa.

## Taxonomia

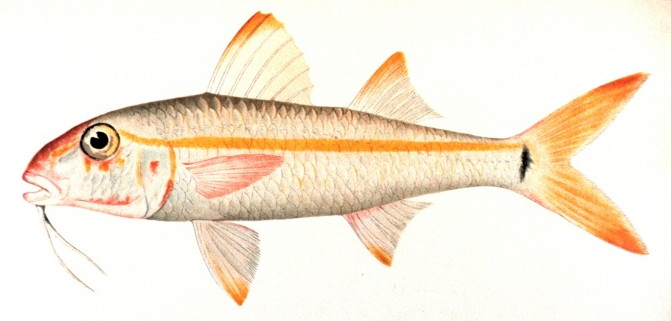
Mulloidichthys martinicus

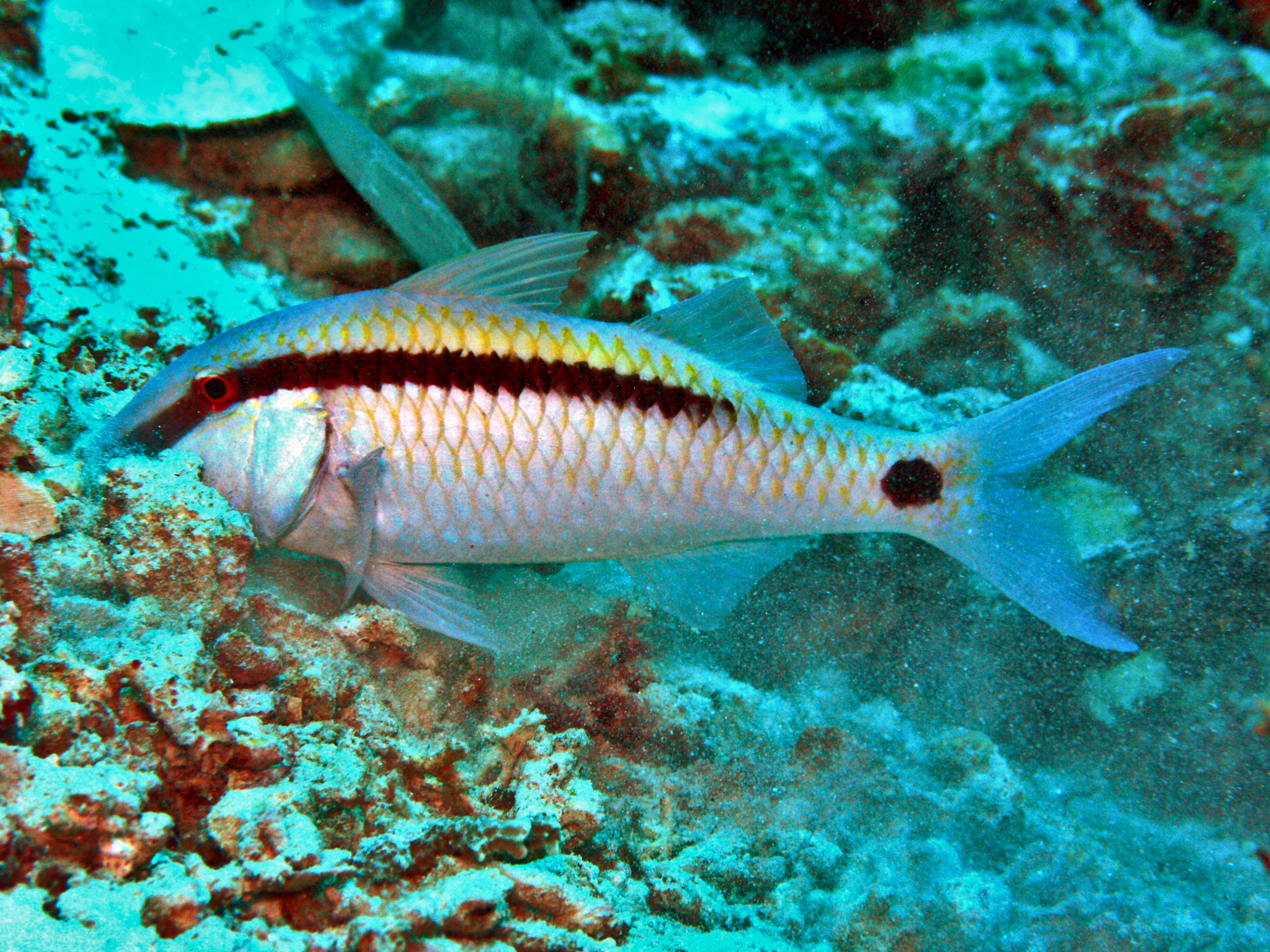
Parupeneus barberinus

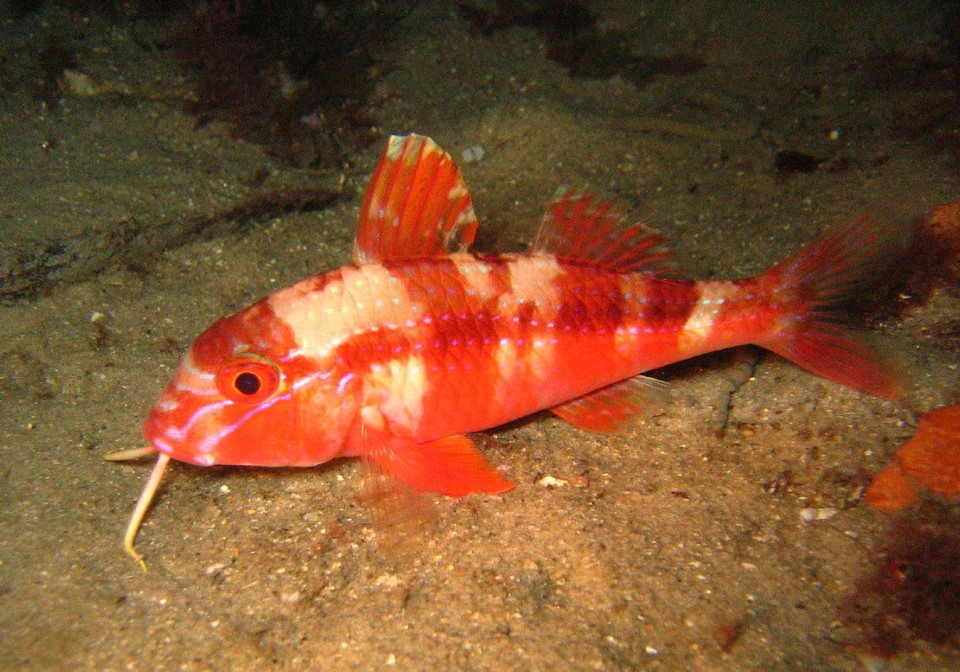
Upeneichthys lineatus

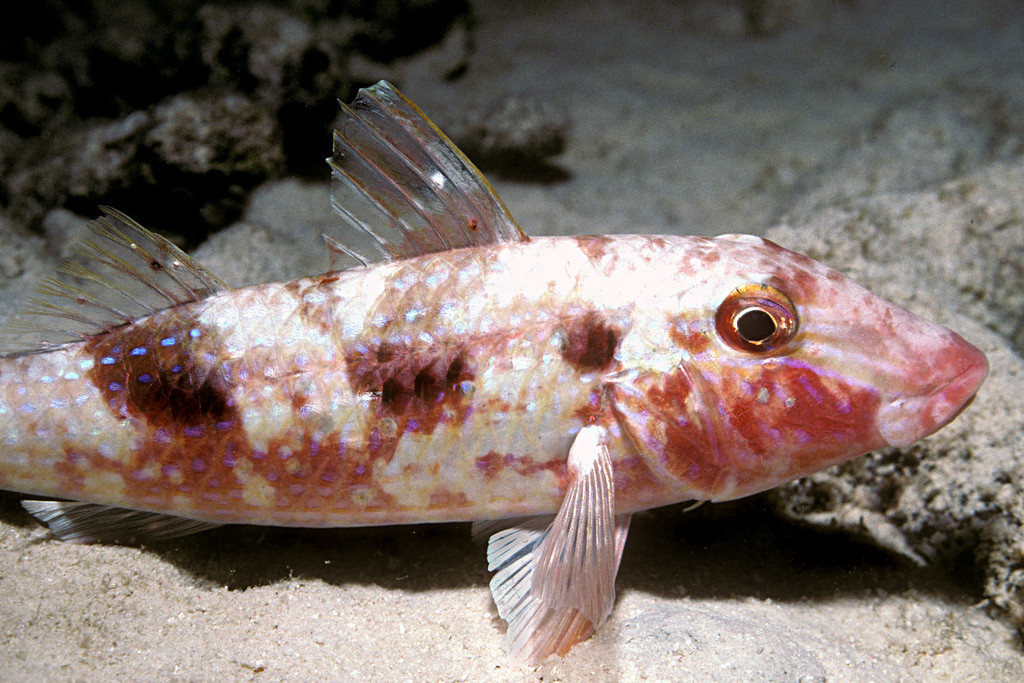
Pseudupeneus maculatus fotografiat a les Antilles Neerlandeses.

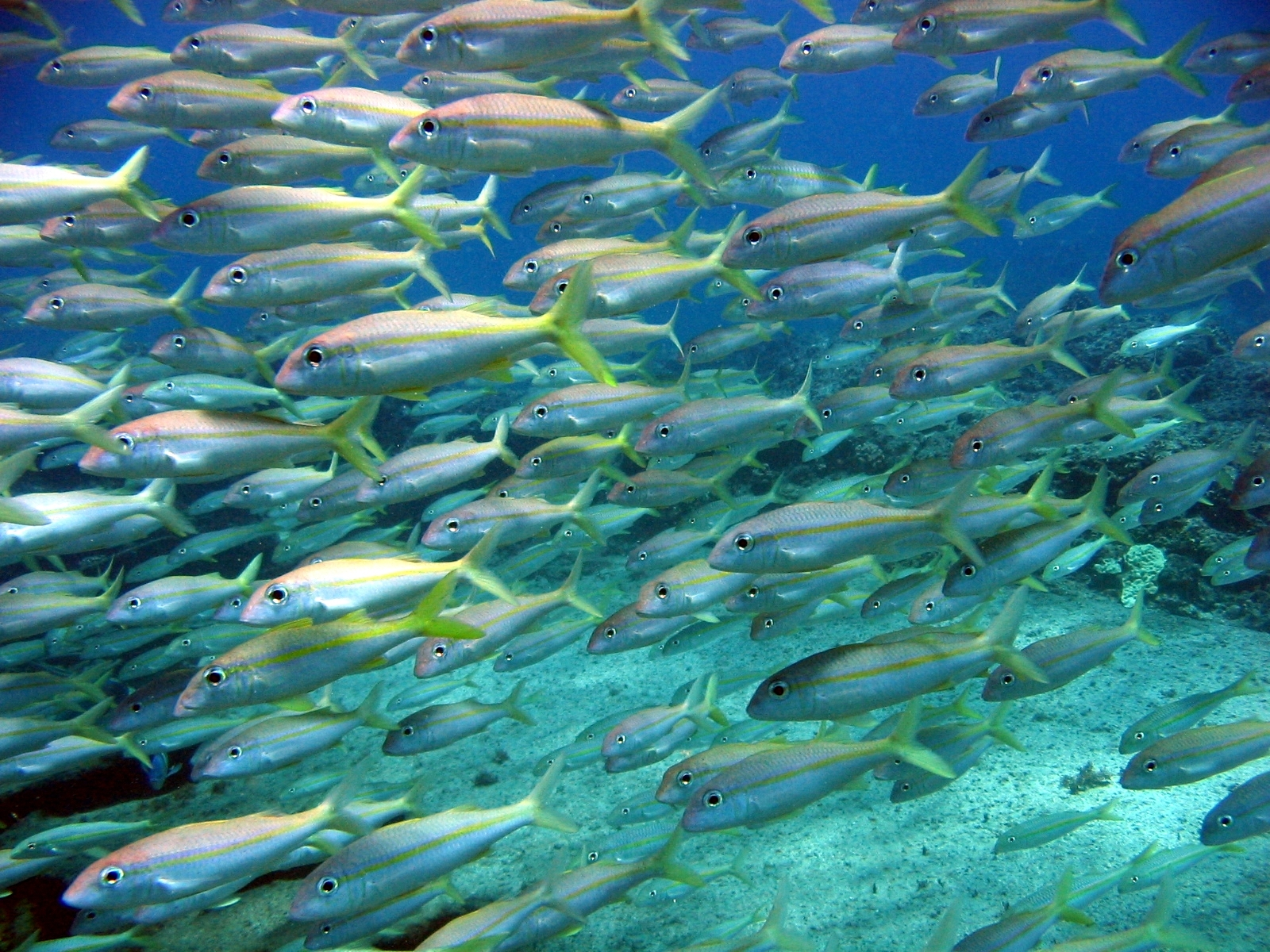
Mola de Mulloidichthys flavolineatus fotografiada al nord-oest de les Illes Hawaii.

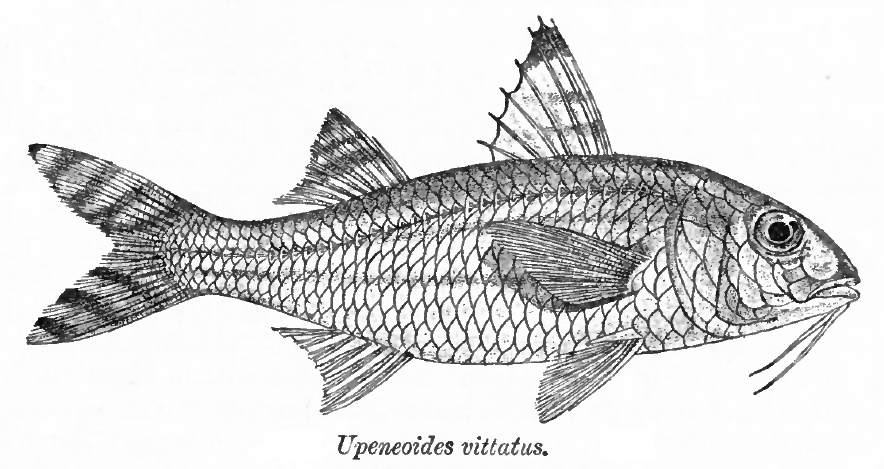
Upeneus vittatus

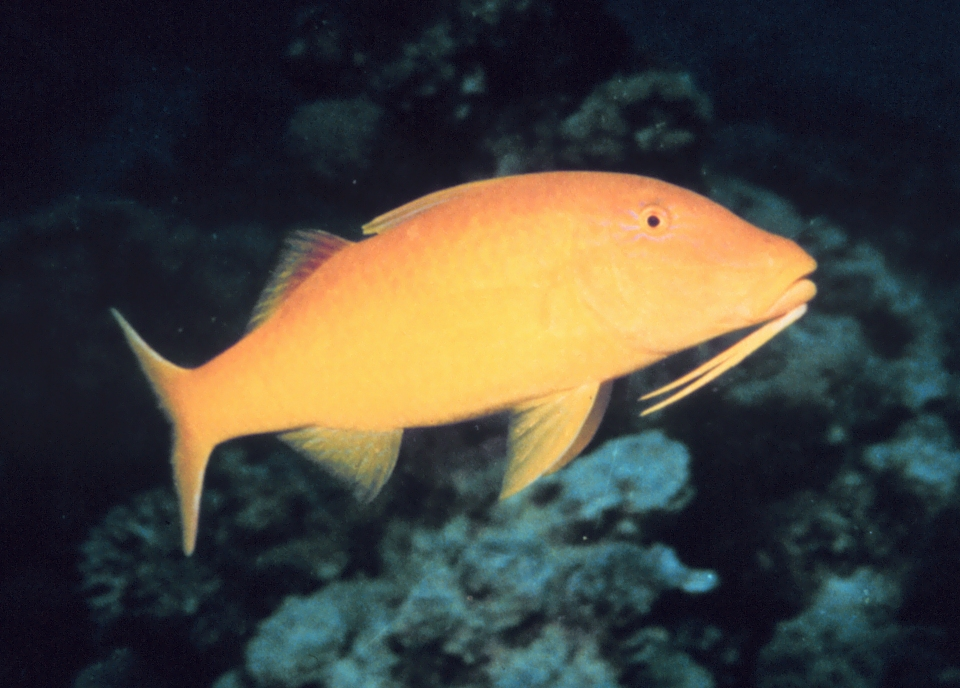
Parupeneus cyclostomus fotografiat al Golf d'Aqaba (Mar Roig).

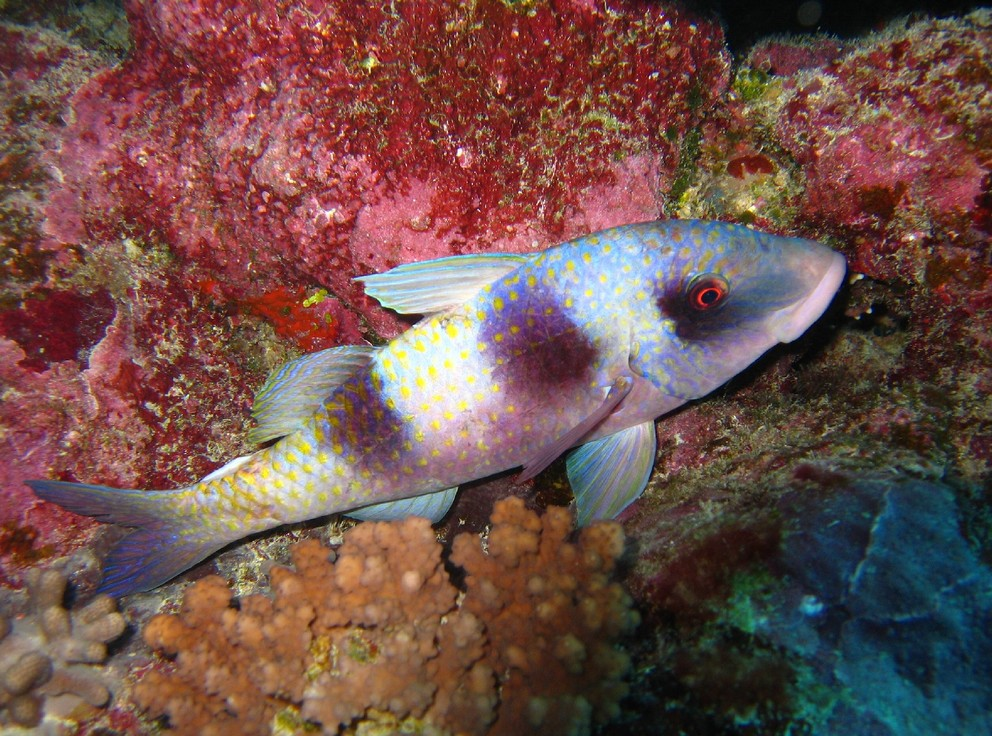
Parupeneus bifasciatus fotografiat al Mar del Corall.

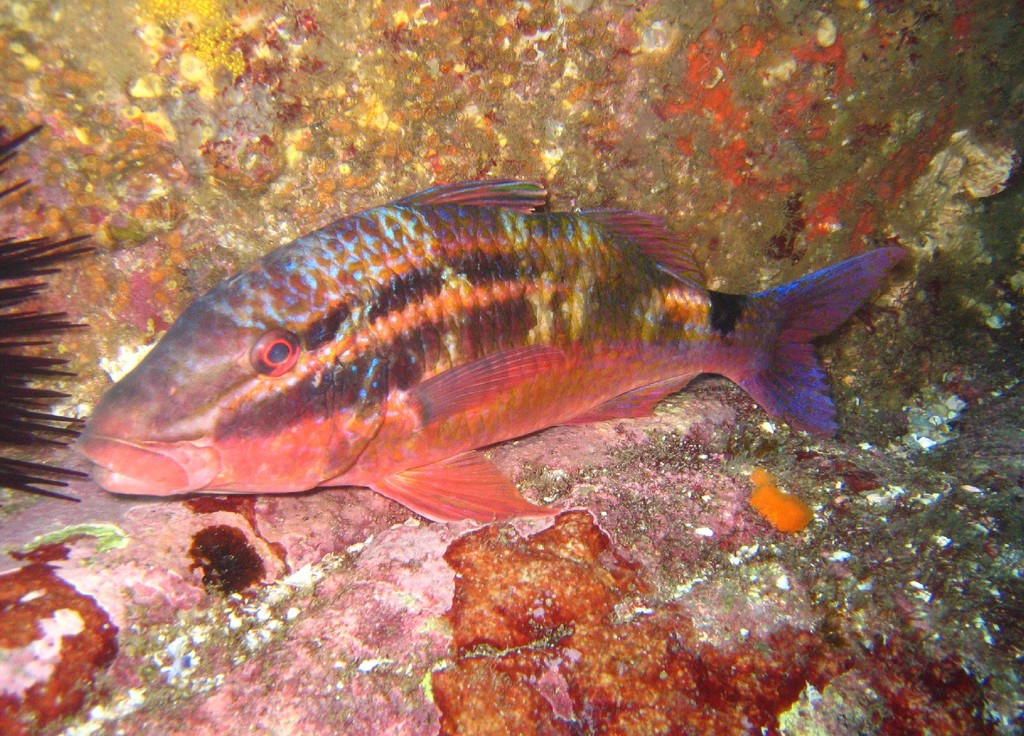
Parupeneus spilurus

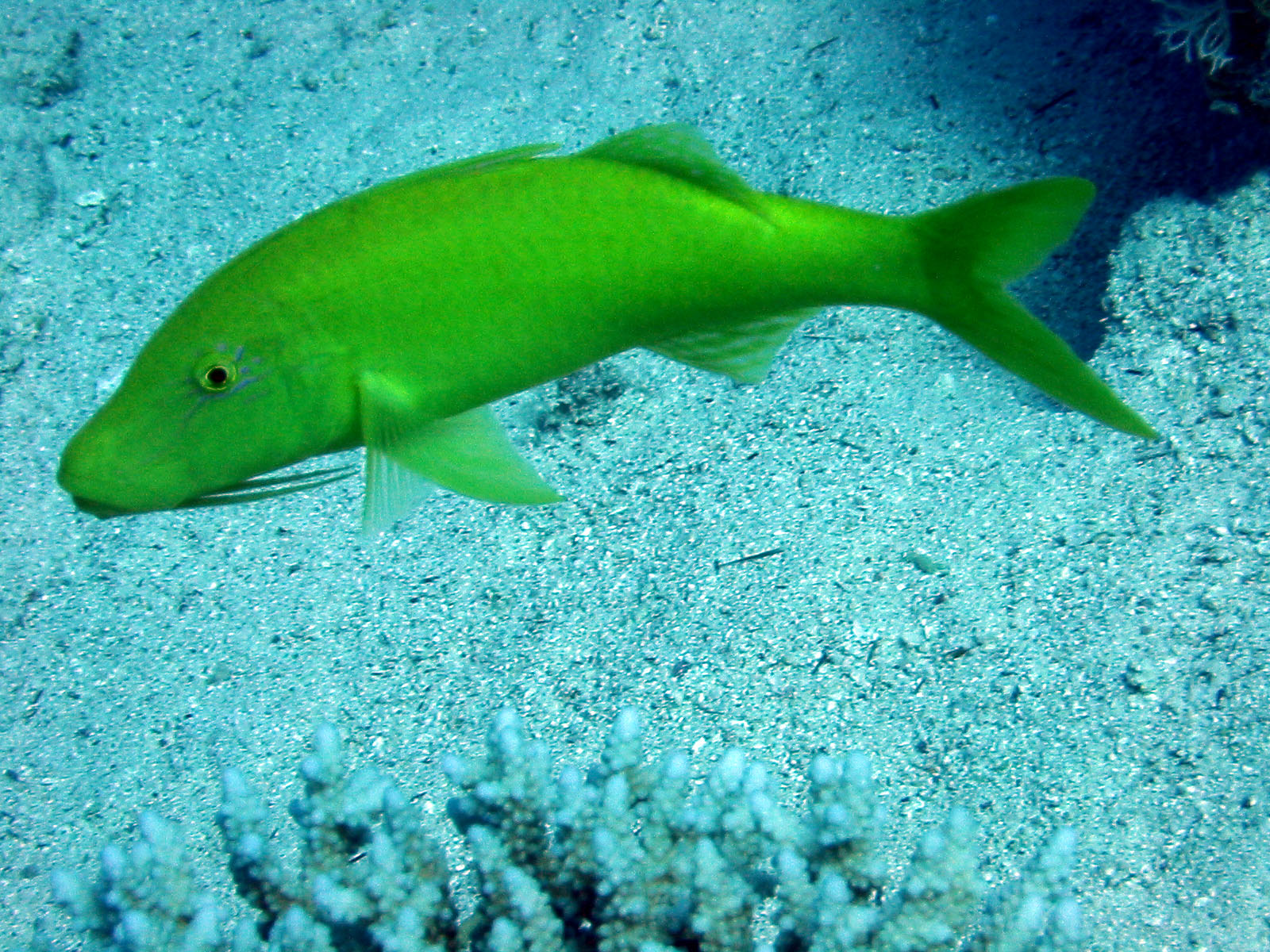
Parupeneus cyclostomus

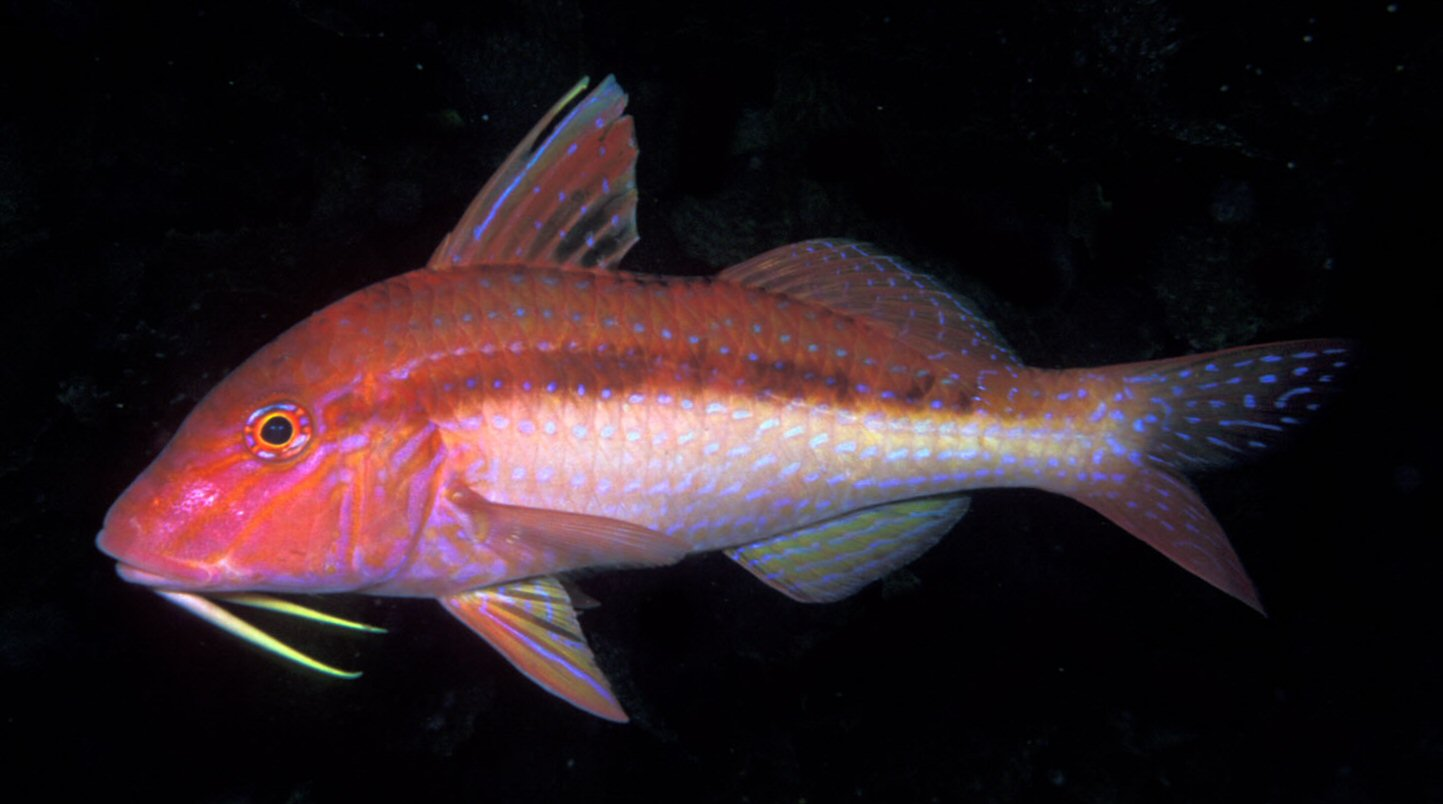
Upeneichthys lineatus

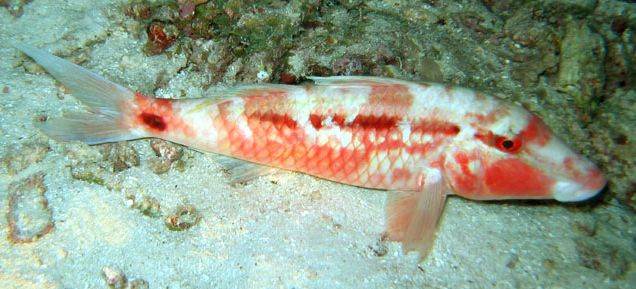
Parupeneus margaritatus

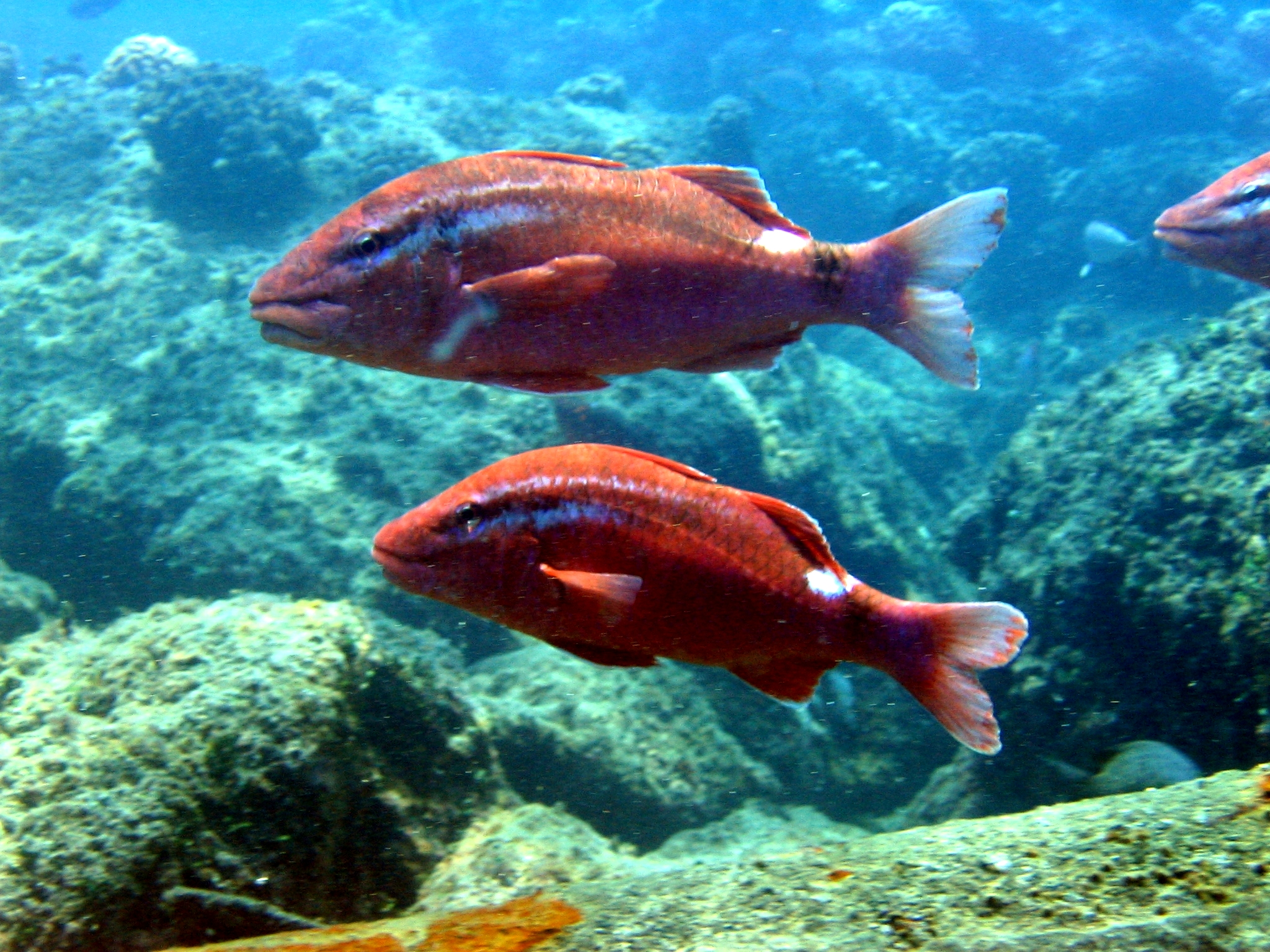
Exemplars de Parupeneus porphyreus fotografiats a les Hawaii.

Inclou 6 gèneres i 55 espècies marines.
- Gènere Mulloidichthys (Whitley, 1929)[5]
  - Mulloidichthys dentatus (Gill, 1862)
  - Mulloidichthys flavolineatus (Lacépède, 1801)[6]
  - Mulloidichthys martinicus (Cuvier, 1829)[7]
  - Mulloidichthys mimicus (Randall & Guézé, 1980)[8]
  - Mulloidichthys pfluegeri (Steindachner, 1900)
  - Mulloidichthys vanicolensis (Valenciennes, 1831)[9]
- Gènere Mullus (Linnaeus, 1758)
  - Mullus argentinae (Hubbs i Marini, 1933)[10]
  - Mullus auratus (Jordan i Gilbert, 1882)
  - Moll de fang (Mullus barbatus) (Linnaeus, 1758)[11][12]
  - Moll de roca (Mullus surmuletus) (Linnaeus, 1758)[11]
- Gènere Parupeneus (Bleeker, 1863)
  - Parupeneus barberinoides (Bleeker, 1852)[13]
  - Parupeneus barberinus (Lacépède, 1801)[14]
  - Parupeneus biaculeatus (Richardson, 1846)
  - Parupeneus bifasciatus (Lacépède, 1801)[15][16]
  - Parupeneus chrysonemus (Jordan i Evermann, 1903)
  - Parupeneus chrysopleuron (Temminck i Schlegel, 1843)
  - Parupeneus ciliatus (Lacépède, 1802)[17]
  - Parupeneus crassilabris (Valenciennes, 1831)
  - Parupeneus cyclostomus (Lacépède, 1801)[15]
  - Parupeneus forsskali (Fourmanoir i Guézé, 1976)[18]
  - Parupeneus heptacanthus (Lacépède, 1802)[17]
  - Parupeneus indicus (Shaw, 1803)[19]
  - Parupeneus insularis (Randall i Myers, 2002)[20]
  - Parupeneus jansenii (Bleeker, 1856)
  - Parupeneus louise (Randall, 2004)
  - Parupeneus macronemus (Lacépède, 1801)[15]
  - Parupeneus margaritatus (Randall i Guézé, 1984)
  - Parupeneus moffitti (Randall i Myers), 1993
  - Parupeneus multifasciatus (Quoy i Gaimard, 1824)[21]
  - Parupeneus orientalis (Fowler, 1933)[22]
  - Parupeneus pleurostigma (Bennett, 1831)[23]
  - Parupeneus porphyreus (Jenkins, 1903)[24]
  - Parupeneus posteli (Fourmanoir y Guézé, 1967)
  - Parupeneus procerigena (Kim i Amaoka, 2001)[25]
  - Parupeneus rubescens (Lacépède, 1801)[15]
  - Parupeneus signatus (Günther, 1867)
  - Parupeneus spilurus (Bleeker, 1854)
  - Parupeneus trifasciatus (Lacépède, 1801)
- Gènere Pseudupeneus (Bleeker, 1862)
  - Pseudupeneus grandisquamis (Gill, 1863)[26][27]
  - Pseudupeneus maculatus (Bloch, 1793)[28]
  - Pseudupeneus orientalis (Fowler, 1933)
  - Pseudupeneus prayensis (Cuvier, 1829)[29]
- Gènere Upeneichthys (Bleeker, 1855)
  - Upeneichthys lineatus (Bloch i Schneider, 1801)[30]
  - Upeneichthys stotti (Platell, Potter i Clarke, 1998)[31]
  - Upeneichthys vlamingii (Cuvier, 1829)[29]
- Gènere Upeneus (Cuvier, 1829)[32][33]
  - Upeneus arge (Jordan i Evermann, 1903)[34]
  - Upeneus asymmetricus (Lachner, 1954)[35]
  - Upeneus australiae (Kim i Nakaya, 2002)[36]
  - Upeneus crosnieri (Fourmanoir i Guézé, 1967)[37]
  - Upeneus davidaromi (Golani, 2001)[38]
  - Upeneus doriae (Günther, 1869)[39]
  - Upeneus filifer (Ogilby, 1910)[40]
  - Upeneus francisi (Randall i Guézé, 1992)[41]
  - Upeneus guttatus (Day, 1868)[42]
  - Upeneus japonicus (Houttuyn, 1782)[43][44]
  - Upeneus luzonius (Jordan i Seale, 1907)[45]
  - Upeneus mascareinsis (Fourmanoir i Guézé, 1967)[37]
  - Upeneus moluccensis (Bleeker, 1855)[46]
  - Upeneus mouthami (Randall i Kulbicki, 2006)[47]
  - Upeneus parvus (Poey, 1852)[48]
  - Upeneus pori (Ben-Tuvia i Golani, 1989)[49]
  - Upeneus quadrilineatus (Cheng i Wang, 1963)[50]
  - Upeneus subvittatus (Temminck i Schlegel, 1843)[51]
  - Upeneus sulphureus (Cuvier, 1829)[29]
  - Upeneus sundaicus (Bleeker, 1855)[46]
  - Upeneus taeniopterus (Cuvier, 1829)[29]
  - Upeneus tragula (Richardson, 1846)[52]
  - Upeneus vittatus (Forsskål, 1775)[53]
  - Upeneus xanthogrammus (Gilbert, 1892)[54][55][56][57][58][59]

## Bibliografia

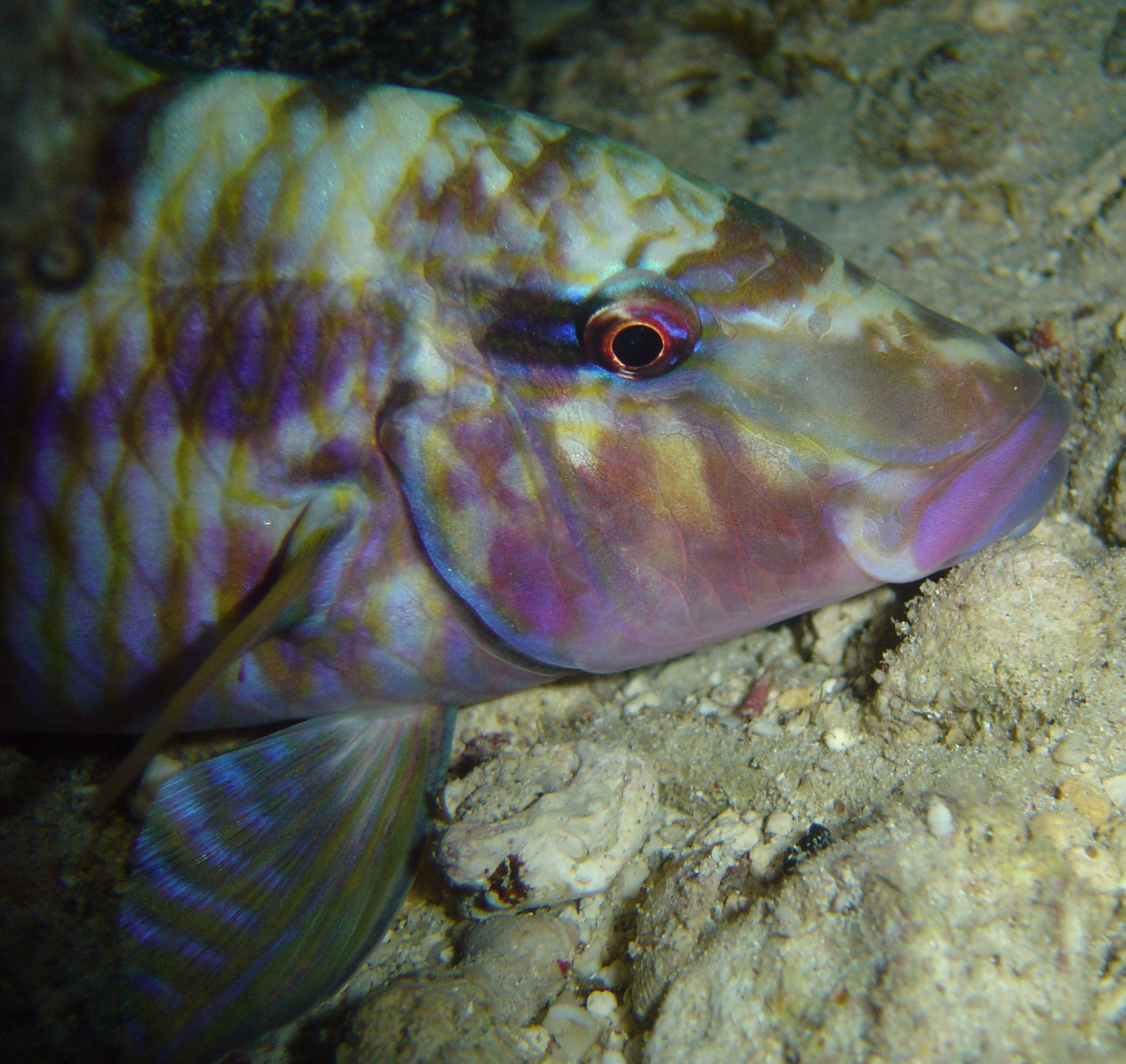
Parupeneus multifasciatus

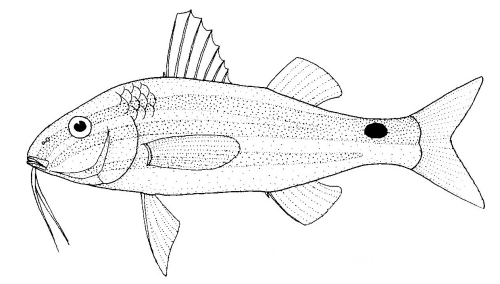
Parupeneus signatus